# Јордана Марковић
Јордана Марковић (Доњи Душник, 1953) српски је лингвиста и универзитетски професор у пензији.

## Биографија
Основну школу завршила је у Великом Крчимиру, средњу у Нишу, а факултет у Скопљу (1976). Магистрирала је (1992) и докторирала (1996) на Филолошком факултету у Београду из области дијалектологије.
Као средњошколски професор радила је у Витини Косовској (1976–1978) и Кладову (1978–1988).
Од 1988. до пензионисања (2019) радила је на Филозофском факултету у Нишу, предмети: Дијалектологија, Старословенски језик, Ономастика српског језика, Дијалекатска лексикологија, Српски дијалекти у светлу језичке интерференције.
Помоћник је уредника часописа „Теме“, члан уредништва часописа Исходишта, Балканске синтезе, Годишњака за српски језик и других.
Добитник је Сребрног знака Универзитета у Нишу за значајан допринос развоју универзитета 2015. и одликовања „Почетен знак на Ректора“ Великтрновског универзитета „Св. св. Кирил и Методиј“ из Бугарске 2019.

## Научна делатност
Бави се дијалектологијом српског језика, дијалекатском лексикологијом, социолингвистиком, ономастиком.
Учествовала на око 70 научних скупова у земљи и иностранству.
Бави се и популаризацијом науке о народним говорима.

## Монографске публикације
- Јужноморавска повртарска лексика, Ниш: Филозофски факултет, 1997, 132 стр.
- Говор Заплања, Српски дијалектолошки зборник 47, Београд: Српска академија наука и уметности и Институт за српски језик САНУ, 2000, 307 стр.
- Говор Петровог Села (код Кладова), Ниш: Филозофски факултет, 2004, 194 стр.
- Ткачка лексика југоисточне Србије, Ниш: Филозофски факултет, 2006, 145 стр.
- (Са Т. Трајковић) Жаргонизми јужне пруге, Ниш: Филозофски факултет, 2018.

## Уџбеници
- (Са Станишом Величковићем) Интерпретације из књижевности I, Ниш 1999 (и друга издања) [део Језик, 361‒393].
- (Са Станишом Величковићем) Интерпретације из књижевности II, Ниш 1999 (и друга издања) [део Језик, 349‒383].
- (Са Станишом Величковићем) Интерпретације из књижевности III, Ниш 1999 (и друга издања) [део Језик, 375‒408].
- (Са Станишом Величковићем) Интерпретације из књижевности IV, Ниш 1999 (и друга издања) [део Језик, 333‒370].
- (Са Недељком Богдановићем) Практикум из дијалектологије, Ниш: Филозофски факултет, 2000, 226 стр.
- (Са Надеждом Јовић) Старословенски језик. Граматика, вежбања, текстови, Ниш: Филозофски факултет, 2014, 197 стр.

## Студије и чланци
- Фитоними као симболи у насловима песама, у: Зборник радова са Симпозијума о флори југоисточне Србије, Лесковац 1991, 245‒248.
- Микротопонимија Великог Крчимира, Зборник Филозофског факултета у Нишу, Серија српски језик и књижевност 2–3, Ниш: Филозофски факултет, 1991–1992, 59–74.
- Из повртарске лексике Заплања, у: III симпозијум о флори југоисточне Србије, Зборник радова 4, Фитолингвистика, Лесковац – Пирот 1993, 41–53. [=Марковић, Јордана, Из повртарске лексике Заплања, у: Прилози из фитолингвистике I, Зборник радова са симпозијума о флори југоисточне Србије, Ниш 1996, 41–54].
- Датив у заплањском селу Велики Крчимир, у: Павле Ивић и др. (ур.), Говори призренско-тимочке области и суседних дијалеката, Ниш: Филозофски факултет у Нишу, Центар за научна истраживања САНУ и Универзитета у Нишу – Београд: Институт за српски језик САНУ, 1994, 282–287.
- Енклитике као носиоци акцента, Зборник радова Филозофског факултета у Нишу, Серија српски језик и књижевност 4–5, Ниш 1996, 233–237.
- Функција и облици ословљавања у „Зони Замфировој”, Књижевно дело Стевана Сремца – ново читање, Лингвистичка секција (Зборник радова са истоимене научне конференције), Ниш 1997, 85–92.
- Синонимија и хомонимија у повртарској лексици, у: Недељко Богдановић (ур.), Прилози из фитолингвистике 2, Ниш: Филозофски факултет, 1998, 40–49.
- [= Синонимија и хомонимија у повртарској лексици, Браничево, Часопис за књижевност, језик и културу 1, јануар–март 2004, 147–154].
- Секундарна знечења лексике са кореном сер-, у: Опсцена лексика, Зборник радова, Ниш 1998, 70–77.
- О преводу son of the bitch, Опсцена лексика, Зборник радова, Ниш 1998, 148–149.
- О македонско-српским језичким паралелама, Зборник радова Филозофског факултета у Нишу, Серија српски језик и књижевност 6, Ниш: Филозофски факултет, 1998, 241–246.
- О односу експлицитне и имплицитне норме, у: Актуелни проблеми граматике српског језика, Зборник радова са другог међународног научног скупа Актуелни проблеми граматике српског језика, Суботица – Београд 1999, 289–295.
- Сувишне речи и њихова употреба у говору, Српски језик 4/1–2, Београд 1999, 793–798.
- Основне одлике говора Брестовца, Зборник Филолошког факултета у Приштини 9, Приштина (Врање) 1999, 229–237.
- (са Мирјаном Соколовић) Инвентар прозодема у говору Петровог Села, Јужнословенски филолог 56/1–2, Београд 2000, 635–646.
- Називи места према биљном покривачу, у: Недељко Богдановић (ур.), Прилози из фитолингвистике 3, Ниш: Филозофски факултет, 2002, 43–50.
- Основне одлике говора Великог Крчимира, Српски језик 8, Београд 2004, 343–350.
- Број као  основа фитонима, у: Недељко Богдановић (ур.), Прилози из фитолингвистике 4, Ниш: Филозофски факултет, 2004, 45–54.
- Народна лексика прехране у  Заплању, у: Трапезата в културата на българи и сърби / Трпеза у култури Бугара и Срба, Велико Тръново: УИ „Св. Св. Kирил и Методий“, 2004, 131–144.
- (са Мирјаном Соколовић) Неке прозодијске одлике говора Петровог Села, у: Јудита Планкош (ур.), Живот и дело Павла Ивића, Суботица: Градска библиотека – Београд: САНУ, Народна библиотека Србије, Институт за српски језик САНУ – Нови Сад: Матица српска, Филозофски факултет у Новом Саду, 2004, 273–281.
- Народни називи за ткану сукњу, у: Љубисав Ћирић (ур.),  Дијалектолошка истраживања 1, Ниш: Филозофски факултет у Нишу, 2004, 35–43.
- О неким глаголским образовањима, Србистички прилози, Зборник у част професора Славка Вукомановића, Београд: Филолошки факултет Универзитета у Београду, 2005, 133–139.
- [= О неким глаголским образовањима, Годишњак за српски језик и књижевност [Година XXII] 9, Ниш: Филозофски факултет, 2009, 279–285].
- Инвентар, путеви и домети македонизама у српским народним говорима, ХХХI Научна конференција на ХХХVII мегународен семинар за македонски јазик, литература и култура (Охрид 2004), Скопје 2005, 279‒304.
- [= Инвентар, путеви и домети македонизама у српским народним говорима, Годишњак за српски језик и књижевост [Година XX] 8, Ниш: Филозофски факултет, 2006, 235‒260].
- Говори југоисточне Србије у поређењу са стандардним језиком, У духу традиције, Зборник радова, Ниш: Огранак Вукове задужбине у Нишу, 2005, 61‒68.
- Нa раскршћу социолингвистичких истраживања, у: Свое и чуждо (в културата на българи и сърби) / Своје и туђе (у култури Бугара и Срба), Зборник радова, Велико Търново: Университетско издателство “Св. св. Кирил и Методий”, 2006, 40–49.
- Опсцена лексика у дијалекатским речницима, у: Еротско у култури Срба и Бугара / Еротичното в културата на Съби и Българи, Зборник радова, Ниш: Филизифски факултет, 2007, 74–87.
- Имена паса у југоисточној Србији, у: Надежда Јовић (ур.), Дијалектолошка истраживања 2, Ниш: Филозофски факултет у Нишу, 2007, 89–97.
- Ткачка лексика југоисточне Србије, у: Сретен Петровић (ур.), Етно-културолошки зборник 11, Сврљиг: Етно-културолошка радионица, 2007, 67–82.
- Српска дијалектологија после, у: Срето Танасић (ур.), Шездесет година Института за српски језик САНУ I, Београд: Институт за српски језик САНУ, 2007, 331‒338.
- Рефлексија народних говора на стандардни српски језик Срба у Румунији, у: Probleme de filologie slavă (Проблеми словенске филологије) 15, Timişoara: Universitatea de vest din Timişoara, Facultatea de litere, istorie şi teologie, Catedra de llimbi şi literature slave, 2007, 238‒248.
- Лесковачки говор и српска дијалектологија, Наше стварање, Часопис за књижевност, уметност и културу, Година LIV, 1–4, Лесковац 2007, 19–21.
- Српски језички стандард Срба у Румунији, у: Милош Ковачевић (ур.), Српски језик, књижевност и уметност, Књига 1: Српски језик у (кон)тексту, Крагујевац: Филолошко-уметнички факултет, Скупштина града Крагујевца, 2008, 33–44.
- Деда Јова српској деци, у: Феномен на играта (в културата на българи и сърби) – Феномен игре (у култури Бугара и Срба), Зборник радова, Велико Търново: Университетско издателство “Св. св. Кирил и Методий”, 2008, 29–42.
- Прозодијски систем(и) призренско–тимочких говора, у: Срето Танасић (ур.), Зборник Института за српски језик САНУ I. Посвећено др Драгу Ћупићу поводом 75-годишњице живота, Београд: Институт за српски језик САНУ, 2008, 293–297.
- Балканизми у српским говорима Косова и Метохије, Годишњак за српски језик и књижевност [Година XXII] 9, Ниш: Филозофски факултет, 2009, 269–278.
- Ословљавање као последица друштвених кретања, у: Милош Ковачевић (ур.), Српски језик, књижевност и уметност, Књига 1: Српски језик у употреби, Крагујевац: Филолошко-уметнички факултет, Скупштина града Крагујевца, 2009, 117–123.
- Сто година проучавања говора источне и јужне Србије, у: Радови одсека за српски језик, Српски језик и његови народни говори, Ниш 2009, 129–138.
- Глаголи без облика за једнину, у: Недељко Богдановић (ур.), Радови 1, Ниш: Центар за научна истраживања САНУ и Универзитета у Нишу, 2009, 21–24.
- Називи пића са фитонимом у основи, у: Јордана Марковић и др. (ур.), Прилози из фитолингвистике 5, Ниш: Филозофски факултет, 2009, 59–63.
- Фитоними у ткачкој лексици, у: Јордана Марковић и др. (ур.), Прилози из фитолингвистике 5, Ниш: Филозофски факултет, 2009, 65–69.
- Полугласник у говору, читању и писању, у: Радмила Жугић (ур.), Дијалекат – Дијалекатска књижевност, Лесковац: Лесковачки културни центар, 2009, 48–54.
- Језик као идентификациони маркер, Језик, књижевност, идентитет, Језичка истраживања, Зборник радова, Ниш: Универзитет у Нишу, Филозофски факултет, 2009, 42–47.
- Тело и одело у народним песмама југоисточне Србије, у:  Владимир Јовановић (ур.), Тело и одело у култури Срба и Бугара / Тяло и дрехи в културата на Сърби и Българи, Ниш: Филозофски факултет, 2010, 137–148.
- Језик у судској теорији и пракси, у: Милош Ковачевић (ур.), Српски језик, књижевност и уметност, Књига 1: Језички систем и употреба језика, Крагујевац: Филолошко-уметнички факултет у Крагујевцу, Скупштина града Крагујевца, 2010, 53–57.
- Именске лексеме у судској терминологији, у: Милета Букумирић (ур.), Зборник радова Филозофског факултета Универзитета у Приштини. Посебно издање поводом 50-годишњице оснивања Филозофског факултета посвећено проф. др Милосаву Вукићевићу, Косовска Митровица: Филозофски факултет Универзитета у Приштини, 2010, 269–275.
- Косовскометохијске језичке особине, у: Софија Милорадовић (ур.), Косово и Метохија у цивилизацијским токовима, Књига 1: Језик и народна традиција, Косовска Митровица: Филозофски факултет Универзитета у Приштини, 2010, 145–158.
- Врањски говор у „Нечистој крви“, у: Сунчица Денић (ур.), Нечиста крв Борисава Станковића сто година после (1910–2010), Врање: Универзитет у Нишу, Учитељски факултет у Врању, 2011, 219–229.
- Задес – о старини, употреби и значењу лексеме, у: Милош Ковачевић (ур.), Српски језик, књижевност и уметност, Књига 1: Књижевни (стандардни) језик и језик књижевности, Крагујевац: Филолошко-уметнички факултет, Скупштина града, 2011, 399–405.
- Савремена дијалектологија између руралне и урбане, у: Селото и градът в културата на българи и сърби / Село и град у култури Бугара и Срба, Велико Търново: Универзитетско издателство „Св. св. Кирил и Методий“, 2011, 11–21.
- Функције апострофа, Наше стварање, Часопис за књижевност, уметност и културу, Темат: Дијалекат – дијалекатска књижевност, Година LVIII, 1–4, Лесковац 2011, 31–45.
- Ниш у називима нишке периодике, у: Годишњак за српски језик и књижевност [Година XXIV] 11, Ниш: Филозофски факултет, 2011, 53–58.
- Микротопоними са предлогом у иницијалном положају, у: Бојана Димитријевић (ур.), Име у култури Срба и Бугара / Име в културата на Сърби и Българи, Ниш: Филозофски факултет, 2011, 53–69.
- Ословљавање у комуникацији на Филозофском факултету у Нишу, у: Наука и савремени универзитет 1, Филологија и универзитет, Ниш: Универзитет у Нишу, Филозофски факултет, 2012, 26–33.
- Статус руског језика на Филозофском факултету у Нишу,  у: Славянская филология: исследователький и методический аспекты, Сборник научных статей, Министерство образования и науки Российской федерацици, Федеральное министерство государственное бюджетное образовательное учреждение высшего профессионального образования „Кемеровский государственный университет“ (КемГУ), Кемерово 2012, 54–61.
- Облици ословљавања у Животу и прикљученијима Доситеја Обрадовића, у: Државотворна идеја тројице српских великана: грофа Ђорђа Бранковића, Доситеја Обрадовића и Саве Текелије, Зборник радова са међународног научног скупа, Темишвар: Савез Срба у Румунији, 2012, 125–134.
- Антоними у српској и македонској топонимији, у: XXXVIII Научна конференција на XLIV мегународен семинар за македонски јазик, литература и култура, Лингвистика (Охрид, 14–15 јули 2011), Скопје 2012, 207–224.
- Именице плуралиа тантум у Речнику македонског језика Б. Конеског, у: Мегународен научен симпозиум „Блаже Конески и македонскиот јазик, литература и култура“, Скопје: Универзитет „Св. Кирил и Методиј“, Филолошки факултет „Блаже Конески“, 2012, 317–325.
- Језик Ибиш-аге Стевана Сремца, Годишњак за српски језик, [Година XXV] 12, Ниш: Филозофски факултет, 2012, 93–108.
- Језик деце предшколског узраста између стандарда и дијалекта, у: Милош Ковачевић (ур.), Српски језик, књижевност, уметност, Књига I, Структурне карактеристике српског језика, Крагујевац: Филолошко-уметнички факултет, 2012, 245–251.
- Странци у српској дијалектологији између свемоћи и немоћи, у: Дубравка Поповић Срдановић (прир.), Други о Србима – Срби о другима, Ниш: Универзитет у  Нишу, Филозофски факултет, 2012, 121–129.
- Информативност ученичких и студентских жаргонизама, у: История в славянские езици, литератури и култури, Сборник с доклади от Единадесетите национални славистични четения, Том I – Езикознание, София: Университетско издателство „Св. Климент Охридски“, 2012, 294–300.
- Појам времена исказан прилошки, у: Радослав Радев, Ценка Иванова, Йордан Дамянов (ред.), Време и пространство в  културата на българи и сърби / Време и простор у култури Бугара и Срба, Варна: Издателство „Славена“,  2013, 121–143.
- Ибиш–ага Стевана Сремца и Видосава Петровића, у: Милош Ковачевић (ур.), Српски језик, књижевност, уметност, Књига 1: Традиција и иновације у савременом српском језику, Крагујевац: Филолошко-уметнички факултет, 2013, 101–111.
- (са Мирјаном Соколовић Перовић) (Не)информативност сајтова нишких факултета, у: Бојана Димитријевић (ур.), Наука и свет. Наука и савремени универзитет 2, Ниш: Филозофски факултет, 2013, 192–206.
- Језик Сремечевог Ибиш-аге као одраз културолошких преплитања, у: Михај Н. Радан (ур.), Српско језичко наслеђе на мултикултурном простору Баната. Зборник радова са међународног научног скупа одржаног на Филолошком, историјском и теолошком факултету са Западног универзитета у Темишвару (Темишвар, 19–21. октобар 2012), Темишвар: Савез Срба у Румунији, 2013, 102–112.
- Дијалекатски речник као слика свога аутора, у: Јордана Марковић (ур.), Путеви и домети дијалекатске лексикографије, Ниш: Филозофски факултет, 2013, 193–202.
- Српски језик у јужнословенском окружењу, Годишњак за српски језик [Година XXVI] 13, Ниш: Филозофски факултет, 2013, 347–354.
- Речник говора југоисточне Србије између стварности и фикције, у: Бојана Димитријевић (ур.), Стварност и фикција у култури Срба и Бугара / Реалност и фикция в културата на Сърби и Българи, Ниш: Филозофски факултет, 2014, 155–165.
- Језик медицине између вишезначности и неразумевања, у: Милош Ковачевић (ур.), Српски језик, књижевност, уметност, Књига 1: Вишезначност у језику, Крагујевац: Филолошко-уметнички факултет,  2014, 45–52.
- Окамењене падежне форме у призренско–тимочким говорима, у: Бојана Димитријевић (ур.), Језик, књижевност и култура. Наука и савремени универзитет 3, Ниш: Филозофски факултет, 2014, 115–123.
- Лексика за именовање невербалне комуникације, Слово и жест в културата на бxлгари и сxрби / Реч и гест у култури Бугара и Срба, Велико Тьрново: Универзитетско издателство „Св. св. Кирил и Методий“, 2015, 13–27.
- Језик Сремчевих јунака као одраз мултикултуралности, у: Михај (Миља) Н. Радан (ур.), Исходишта 1, Темишвар: Савез Срба у Румунији: Центар за научна истраживања и културу Срба у Румунији, Ниш: Филозофски факултет Универзитета у Нишу, 2015, 239–249.
- Форме ословљавања у Његошевој преписци, у: Годишњак Учитељског факултета у Врању, бр. 6, Врање: Учитељски факултет, 2015, 229–242.
- Олаф Брок у светлу српске дијалектологије, у: Путевима српских идиома, Зборник радова посвећен проф. Р. Младеновићу, Крагујевац: ФИЛУМ, 2015, 103–114.
- Језик у делима Борисава Станковића, Годишњак педагошког факултета у Врању, Врање: Педагошки факултет, 2016, 247–256.
- Етапе у изради тематског речника, Годишњак за српски језик [Година XXVII] 14, Ниш: Филозофски факултет, 2016, 157–164.
- Љубав и прељуба у говорима југоисточне Србије, у: Бојана Димитријевић (ур.), Емоције у култури Срба и Бугара / Емоциите в културата на Сърби и Българи, Ниш: Филозофски факултет, 2016, 21–34.
- Српско–македонске лексичке паралеле на примеру назива за посуђе, у: Лексикологијата и лексикографијата – мостови мег’у јазиците, Зборник на трудови од научниот собир, Јазикот наш денешен, книга 25, Скопје: Институт за македонски јазик „Крсте Мисирков“ – Скопје, 2016, 146–160.
- Мултикултуралност у жаргонизмима, у: Михај (Миља) Н. Радан (ур.), Исходишта 2, Темишвар: Савез Срба у Румунији: Центар за научна истраживања и културу Срба у Румунији, Ниш: Филозофски факултет Универзитета у Нишу, 2016, 69–81.
- Дисциплинарна истраживања после Белића, у: Јордана Марковић (ур.), Александар Белић – 110 година од појаве Српског дијалектолошког зборника, Ниш: Филозофски факултет, 2016, 27–29.
- Писани језик Заплањаца с почетка 20. века, у: Јордана Марковић (ур.), Александар Белић – 110 година од појаве Српског дијалектолошког зборника, Ниш: Филозофски факултет, 2016, 53–61.
- Језичка средства за описивање телесне лепоте у српској народној књижевности, у: Красотата в културата на бьлгари  и сьрби / Лепота у култури Бугара и Срба, Велико Тьрново: Универзитетско издателство „Св. св. Кирил и Методий“, 2017, 34–49.
- Статус опсцене лексике у жаргону, у: Јордана Марковић (прир.), Опсцена лексика у српском језику, Зборник радова са истоименог научног скупа, Ниш: Филозофски факултет, 2017, 61–73.

Научна и стручна библиографија броји око 200 наслова (монографије, уџбеници, радови, прикази, хронике, библиографије) у домаћим и страним часописима и тематским зборницима.